# アムリオ
アムリオ（スペイン語: Amurrio）は、スペイン・バスク州アラバ県のムニシピオ（基礎自治体）。コマルカ（郡）としてはクアドリージャ・デ・アジャラの構成自治体のひとつである。

## 地理
同じネルビオン川上流部に位置する近隣の都市にラウディオ/リョディオがある。ビルバオ都市圏には含まれないが、ラウディオ/リョディオとともにビスカヤ県・ビルバオの衛星都市であるとされる。アラバ県の多くの地域は地中海に注ぐエブロ川水系の流域にあるが、アムリオやラウディオ/リョディオの位置するアジャラ谷は大西洋に注ぐネルビオン＝イバイサバル川水系の流域にある。人口の点では、ビトリア＝ガステイスとラウディオ/リョディオに次いでアラバ県第3の自治体である。

## 文化
アムリオの語源は不明である。住民の呼称はカスティーリャ語ではアムリアーノ/アムリアーナ(amurriano/a)、バスク語ではアムリアラ(amurriarra)である。バスク州初の蒸留酒に関する博物館であるアムリオ蒸留酒博物館、アムリオ自転車博物館などがある。1949年にはアムリオ・クルブというサッカークラブが設立された。アムリオ・クルブはテルセーラ・ディビシオン（4部）などに所属している。

## 政治
| 2011年5月22日自治体選挙   |        |         |        |
| 政党                      | 得票数 | 得票率  | 議席数 |
| バスク民族主義党(EAJ-PNV) | 2,116  | 39.03 % | 7      |
| ビルドゥ                  | 1,989  | 35.62 % | 7      |
| 国民党(PP)                | 586    | 11.05 % | 2      |
| バスク社会党(PSE-EE)      | 545    | 9.80 %  | 1      |

## 人口
| アムリオの人口推移 1900－2000                           |
|                                                         |
| 出典:INE（スペイン国立統計局）1900年 - 1991年、1996年 - |

| アムリオの人口推移 1988－2008                           |
|                                                         |
| 出典:INE（スペイン国立統計局）1900年 - 1991年、1996年 - |

## 出身人物
- マルティン・ペレス・デ・アジャラ - 16世紀の司祭。バレンシア大司教。
- フスト・デ・エチェグレン - 20世紀初頭の司祭。オビエド司教。
- ヘスス・デ・ガリンデス – 作家・法律家・学者・政治家。バスク民族主義党(PNV)の一員だった。1956年に消息を絶ち、ドミニカ共和国の独裁者ラファエル・トルヒーヨに殺害されたとみなされている。
- ディエゴ・マルティン・エチェバリア – 指揮者。
- インマ・サラ – 指揮者。
- イサスクン・ベンゴア – 自転車競技選手。
- イニャキ・ベア – サッカー選手。
- ミケル・アルバロ・サラサール – サッカー選手。
- ペル・バット – サッカー選手。

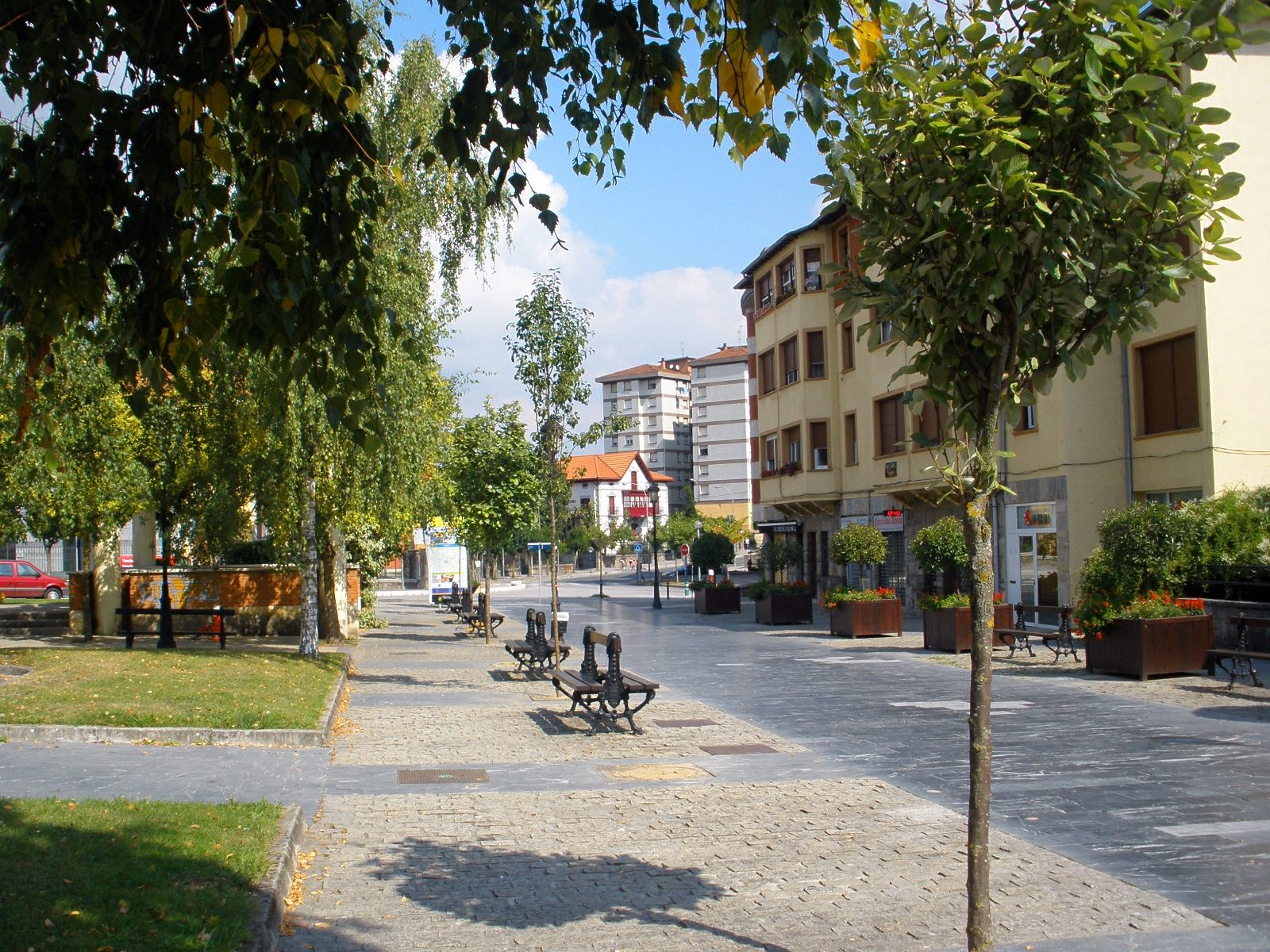
アムリオの通り
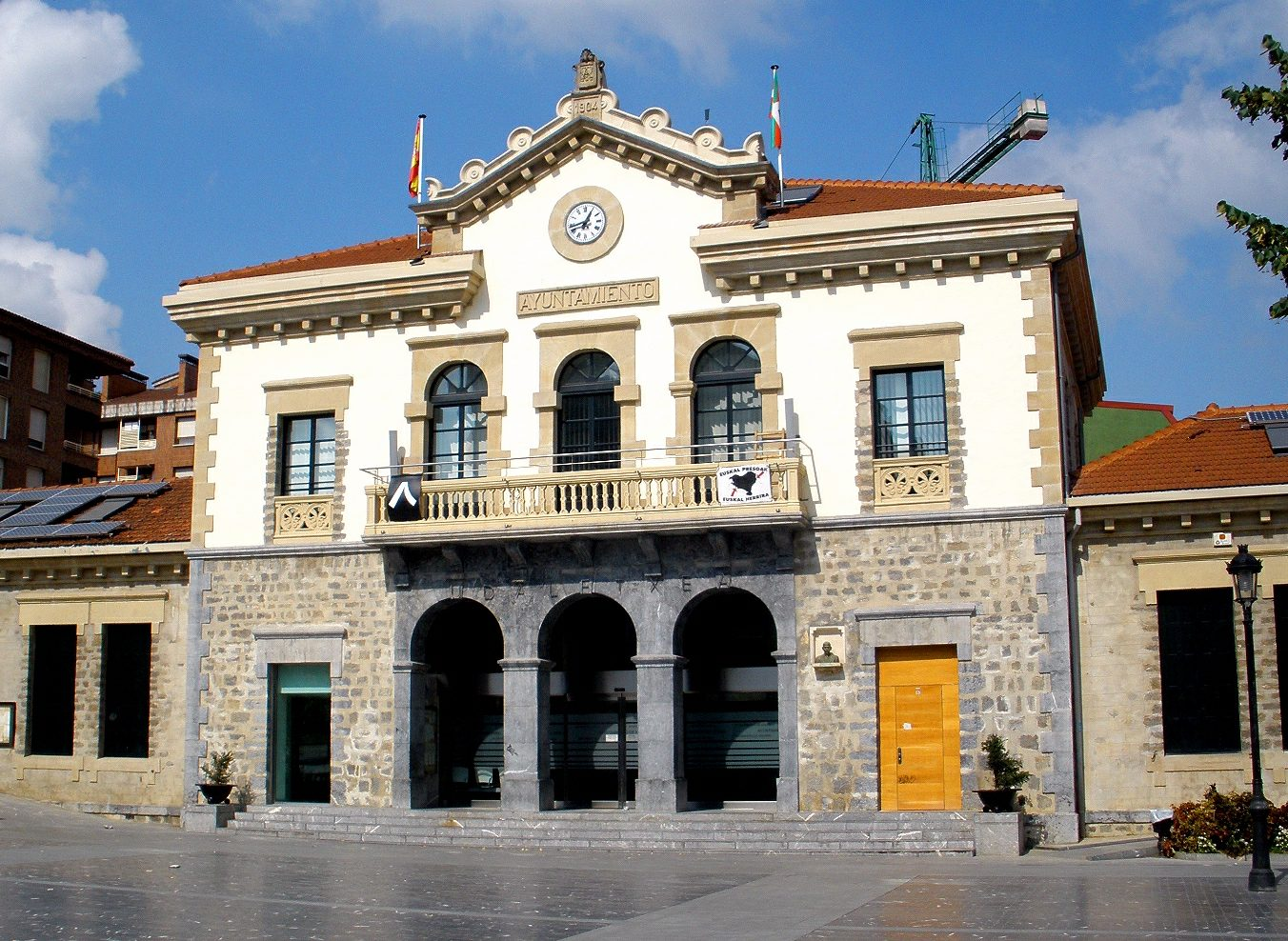
アムリオ議会

## 姉妹都市
- 西サハラ Agüenit